# Gato (dispositivo)

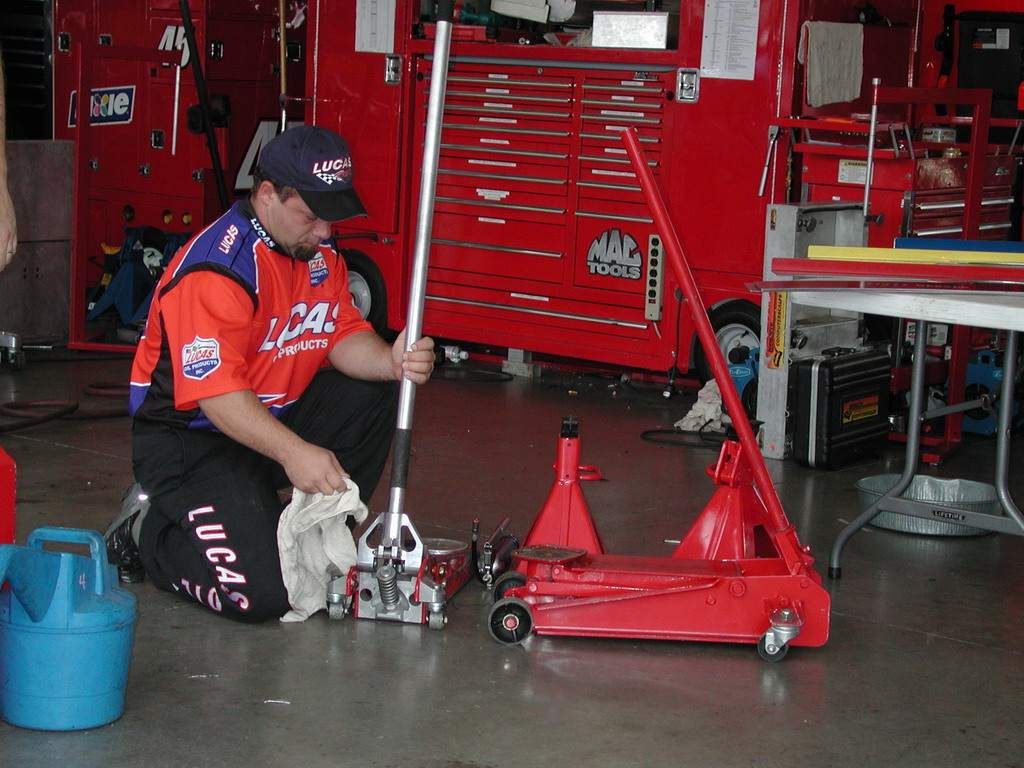
Gato utilizado en NASCAR.

El gato, gata, cric, o jack, es una máquina empleada para la elevación de cargas pesadas mediante el accionamiento manual de una manivela o una palanca, o bien mediante un sistema de accionamiento asistido por un motor eléctrico o por un compresor de aire.
Se diferencian dos tipos, según su principio de funcionamiento: 
- Gatos mecánicos: normalmente se valen de un sistema multiplicador basado en una pieza roscada y en un husillo.
- Gatos hidráulicos:

Las formas más comunes son las de gato de coche, y la de gato de suelo o de taller, que elevan los vehículos de manera que se pueda realizar su mantenimiento, aunque también existen otros tipos de gatos especiales que tienen múltiples aplicaciones en la construcción o la industria.
Estos dispositivos se clasifican generalmente por su capacidad máxima de elevación (por ejemplo 1,5 toneladas o 3 toneladas), y para algunas aplicaciones también es importante fijar la máxima distancia a la que pueden desplazar la carga.

## Gatos mecánicos

Gato de tijera plegado y desplegado

Husillo, mecanismo simple en el que se basan los gatos de tijera

Los gatos mecánicos se utilizan preferentemente para cargas relativamente pequeñas, y es habitual que estén diseñados para accionarse manualmente o mediante pequeños motores (como en el caso de los gatos que se incluyen en los automóviles para sustituir una rueda en caso de avería).
Sus principales ventajas son su simplicidad de construcción, sus mínimos requerimientos de mantenimiento, y su reducido precio. Por el contrario, sus principales inconvenientes son su lentitud de accionamiento (y también de repliegue) y su limitada capacidad de carga.
Esto los hace adecuados para aplicaciones de uso ocasional (como el caso ya citado de los gatos que portan la inmensa mayoría de los automóviles para la sustitución de una rueda averiada), en los que prima la simplicidad y la ligereza, aun a costa de un accionamiento lento y en ocasiones engorroso. Así mismo, en procesos de edificación sencillos (como la sujeción de encofrados o cimbras), se utilizan mecanismos de izado muy sencillos, que son meramente sistemas de vástagos roscados, que se accionan manualmente con barras metálicas que se utilizan como palancas.

### Principio de funcionamiento
Los sistemas habituales utilizados en los gatos están basados en máquinas simples (como son las palancas, los engranajes o los tornos), que utilizan el principio de la equivalencia del momento de fuerzas (una fuerza manual pequeña {\displaystyle f} con un gran brazo de palanca {\displaystyle D}; es capaz de equilibrar una fuerza mayor {\displaystyle Mg} como el peso de un vehículo, pero que dispone de un brazo de acción muy corto {\displaystyle d}):
{\displaystyle Mgd=fD}

de donde se deduce que: 
{\displaystyle Mg=f(D/d)}

siendo el cociente {\displaystyle K=(D/d)} el coeficiente de multiplicación mecánica que proporciona el gato.
En términos de energía, una fuerza pequeña aplicada a lo largo de una gran distancia, es capaz de desplazar una gran masa a una distancia pequeña. En un gato de tijera, este coeficiente (despreciando las fuerzas de rozamiento y el efecto del cambio de geometría del cuadrángulo, que hará que vaya variando la relación entre el desplazamiento horizontal del husillo y el vertical del punto de soporte; en este ejemplo se supone que se está accionando cuando las cuatro varillas del gato forman aproximadamente un cuadrado) depende de la longitud de la manivela con la que se acciona el gato, y del paso de la rosca que desplaza el husillo.
Ejemplo
En un gato de tijera normal, la manivela puede medir unos 20 cm, y el paso de la rosca del husillo, unos 0,2 cm. Esto significa que por cada vuelta completa a la manivela, la tijera se desplaza 0,4 cm (dos milímetros por cada una de las dos tuercas ensartadas en el husillo), y la mitad de distancia en el extremo superior. El coeficiente de multiplicación resultante en este caso será: 
{\displaystyle K=(D/d)=2\pi 20/0,2=628}

Esto significa que por cada kilopondio de fuerza aplicado en la manivela del gato, se pueden elevar 628 kg, de lo que se deduce que una persona capaz de ejercer una modesta fuerza de dos kilopondios, es capaz de izar más de 1200 kg.

## Gatos hidráulicos

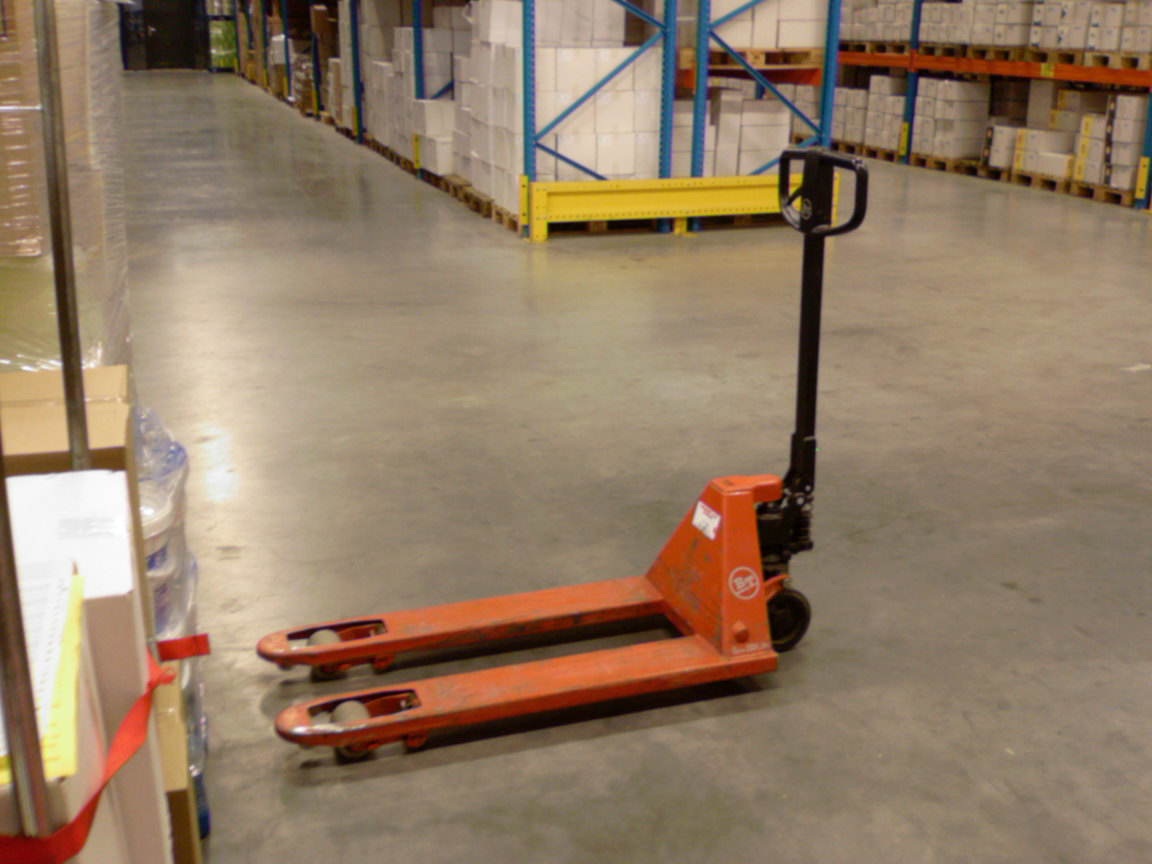
Transpaleta de elevación hidráulica

Esquema del funcionamiento de un gato hidráulico

Los gatos hidráulicos se utilizan en aplicaciones que requieren una gran capacidad de carga, o bien una máxima facilidad y velocidad de accionamiento (especialmente en las operaciones de plegado, que son inmediatas) para cargas medianas. Sus principales ventajas están relacionadas con su potencia y velocidad, con la posibilidad de controlarse mediante servomecanismos, y con la minimización de las pérdidas mecánicas asociadas con el rozamiento. Su principal inconveniente es que suelen ser equipos de una cierta complejidad de mantenimiento (especialmente en todos los aspectos relacionados con la ausencia absoluta de fugas del fluido que sirve para transmitir las cargas).
Los fluidos utilizados suelen ser aceites sintéticos de baja viscosidad debido a su capacidad de auto-lubricarse y a su estabilidad. 
Los gatos más potentes utilizan bombas eléctricas, capaces de proporcionar la presión hidráulica necesaria para actuar a distancias considerables y con capacidad para desplazar grandes tonelajes de carga.

### Principio de funcionamiento
El funcionamiento del gato hidráulico responde al principio de Pascal, que establece que la presión aplicada sobre un fluido contenido en un recipiente cerrado se transmite de forma uniforme en todos sus puntos. 
El dispositivo, en su forma más sencilla, tiene dos émbolos dispuestos en forma de "U", uno de sección muy pequeña (en el que se aplica la presión al fluido mediante una palanca o una bomba), y el otro de sección muy grande (donde se coloca la carga que se quiere elevar). La clave del funcionamiento son las válvulas unidireccionales, que permiten el paso del fluido en un solo sentido. Así, cuando se acciona el émbolo pequeño, una válvula permite el paso del fluido hacia el émbolo mayor, pero no su retorno. De igual forma, una segunda válvula permite la entrada del fluido desde un depósito hacia el émbolo pequeño cuando se alza la palanca, quedando listo el dispositivo para un nuevo ciclo de impulsión.
Según el principio de Pascal, la presión {\displaystyle P} es la misma en los dos émbolos, lo que significa que entre el émbolo pequeño (con sección {\displaystyle s} y fuerza {\displaystyle f}) y en el émbolo grande (con sección {\displaystyle S} y fuerza {\displaystyle Mg}, correspondiente al peso a izar), se cumple la ecuación:
{\displaystyle P=Mg/S=f/s}

lo que equivale a que:
{\displaystyle Mg=f(S/s)};
siendo el cociente {\displaystyle K=(S/s)} el coeficiente de multiplicación de la fuerza aplicada.
Ejemplo
Si el émbolo pequeño tiene una sección de 2 cm², y el émbolo mayor tiene una sección de 100 cm², despreciando el efecto del rozamiento, el coeficiente de multiplicación resultante en este caso será: 
{\displaystyle K=(S/s)=100/2=50}

Esto significa que por cada kilopondio de fuerza aplicado en la palanca del gato, se pueden elevar 50 kg, de lo que se deduce que una persona que apoye parte de su peso sobre la palanca (unos 20 kilopondios), es capaz de izar 1000 kg. También debe tenerse en cuenta que por cada centímetro que ascienda el émbolo grande, el émbolo pequeño debe recorrer 50 cm.

### Gato neumático
Es un tipo de gato hidráulico especial, que utiliza aire comprimido -por ejemplo, aire procedente de un compresor- en vez de un líquido para producir el efecto de izado. Algunos modelos diseñados para sustituir a los gatos de tijera en automoción, constan de un saco de lona plastificada o de caucho de forma cilíndrica, con la resistencia suficiente para poderse inflar con una presión semejante a la de un neumático (unos 2 kilopondios por cm²) y con el tamaño necesario para izar un coche (basta una base de 50 cm² y una altura de unos 50 cm para izar 1000 kg) para sustituir una rueda. Desde el punto de vista energético no son muy eficientes (en el proceso de compresión del aire se desprende mucho calor), pero pueden ser útiles para evitar esfuerzos manuales cuando se dispone de alguna fuente mecanizada de aire comprimido.

## Evolución tecnológica

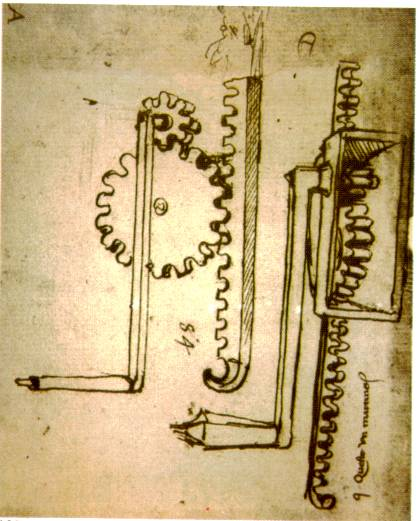
Diseño de Leonardo da Vinci

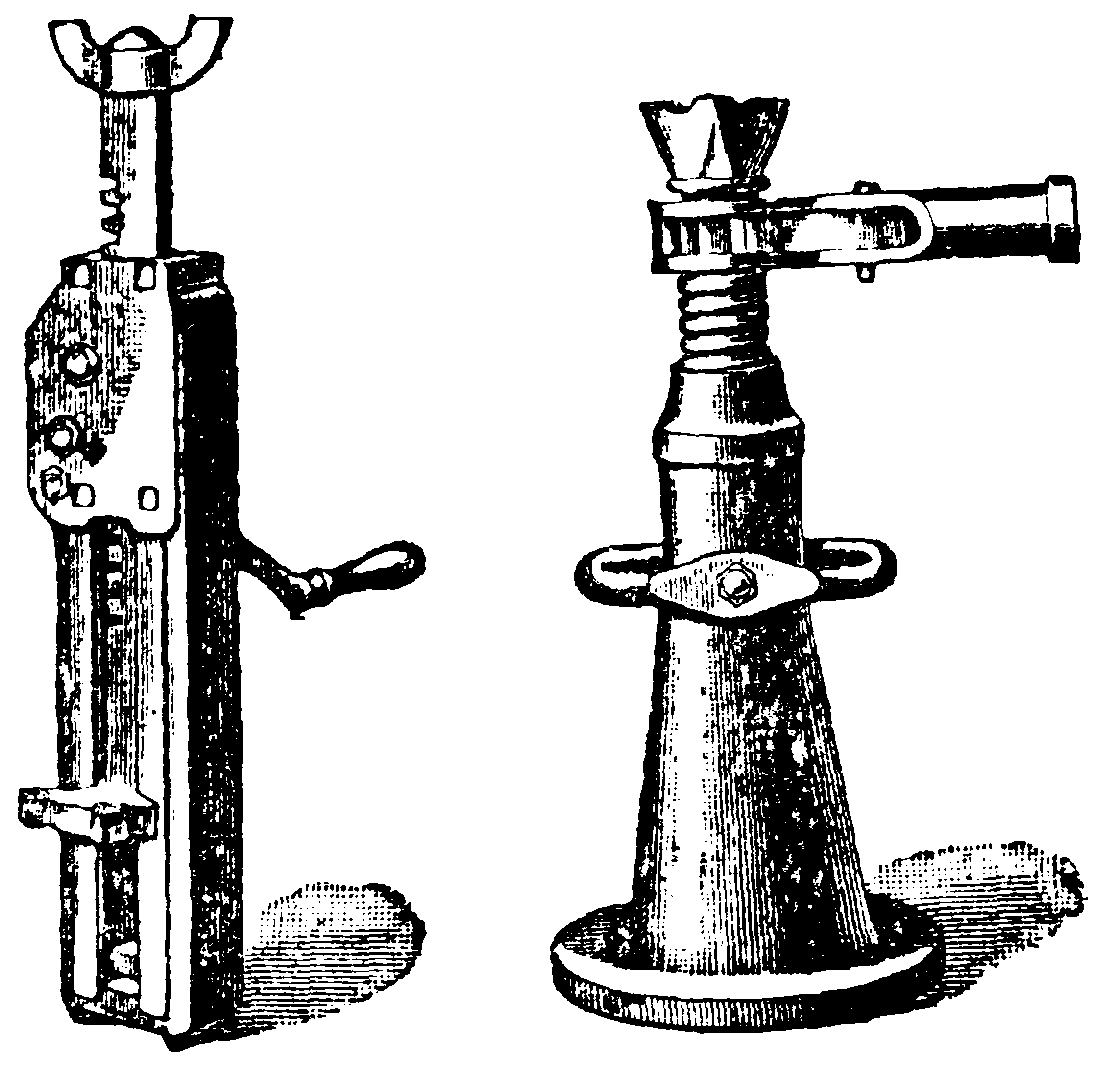
Gatos antiguos

Desde la más remota antigüedad existen ejemplos de máquinas simples utilizadas para multiplicar la fuerza humana o animal necesaria para realizar determinadas tareas (como la construcción de grandes monumentos de piedra), tan sencillas como los planos inclinados, o tan complejas como los polipastos, cuyos principios de funcionamiento ya se conocían en la época de Arquímedes.
Sin embargo, hay que esperar hasta el Renacimiento (cuando se empieza a desarrollar el conocimiento práctico y teórico de cómo funcionan engranajes y piezas roscadas) para encontrar los primeros diseños de mecanismos mecánicos para la elevación de cargas pesadas (relacionados con lo que hoy en día se conocen como gatos mecánicos); como atestiguan algunos dibujos del siglo XVI contenidos en el Codex Atlanticus de Leonardo da Vinci.
La enorme difusión actual de este instrumento está asociada al auge de la industria del automóvil, que lo ha venido incluyendo desde sus primeros modelos como una herramienta imprescindible para la sustitución de las ruedas pinchadas (los primeros coches equipados con una rueda de repuesto inflada fueron los Rambler en 1906.), aunque desde finales del siglo XX se haya extendido paulatinamente en algunos modelos la decisión de sustituir la rueda de repuesto (y en consecuencia, el gato), por un espray de espuma, que aplicado a una rueda pinchada, permite rodar algunos kilómetros hasta un taller.
Respecto al gato hidráulico, pese a que el principio en el que está basado se conoce desde el siglo XVII, cuando lo formuló el físico francés Blaise Pascal, hubo que esperar hasta 1851 para que se le concediese al inventor estadounidense Richard Dudgeon una patente para una prensa portable hidráulica, lo que ahora se conoce como gato hidráulico, una herramienta que probó ser muy superior a los gatos de tornillo usados por entonces. Dudgeon también diseñó otros tipos de gatos hidráulicos, como los utilizados para el izado de vehículos ferroviarios.

## Aplicaciones

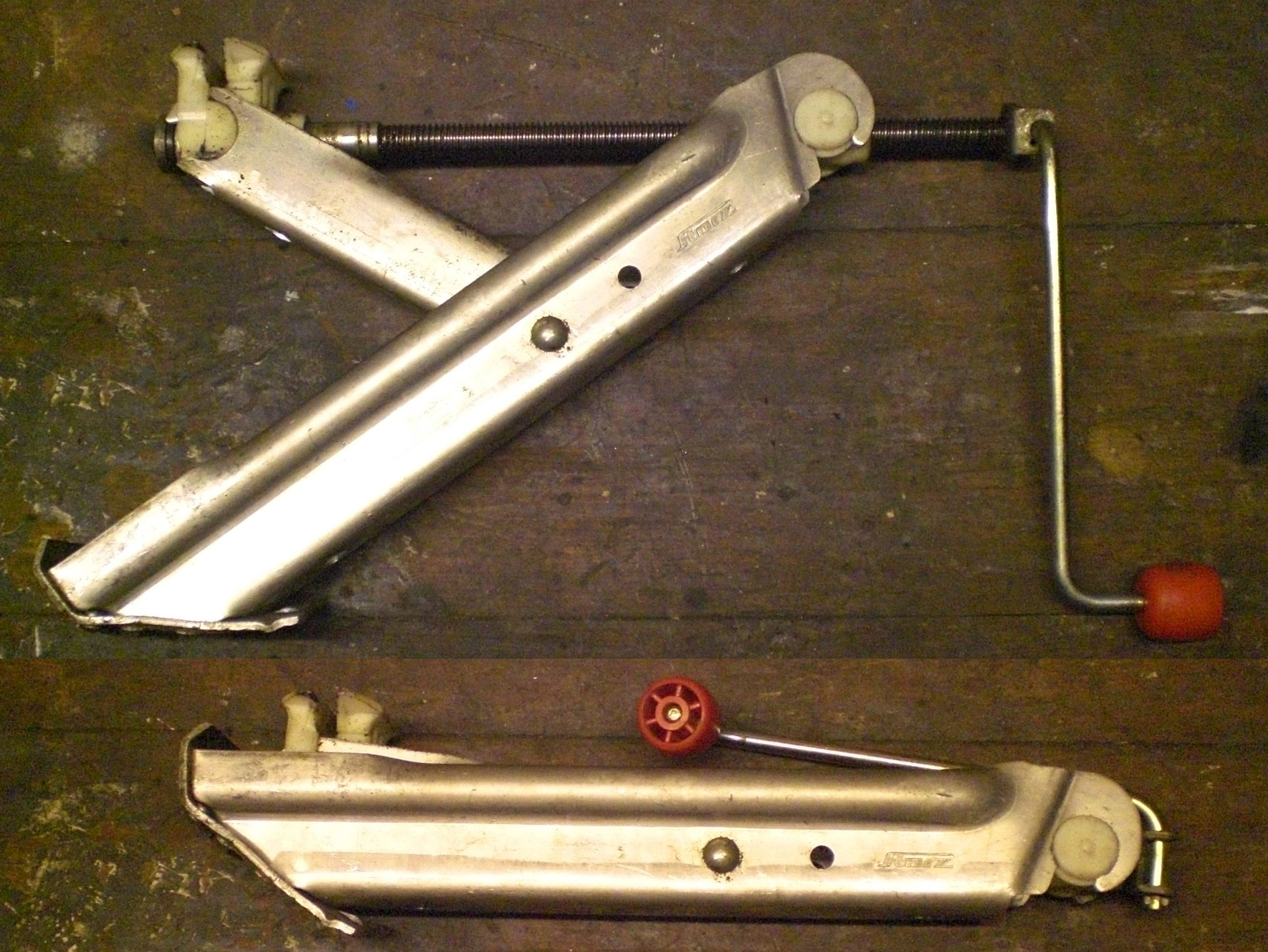
Gato de automoción moderno, desplegado y plegado

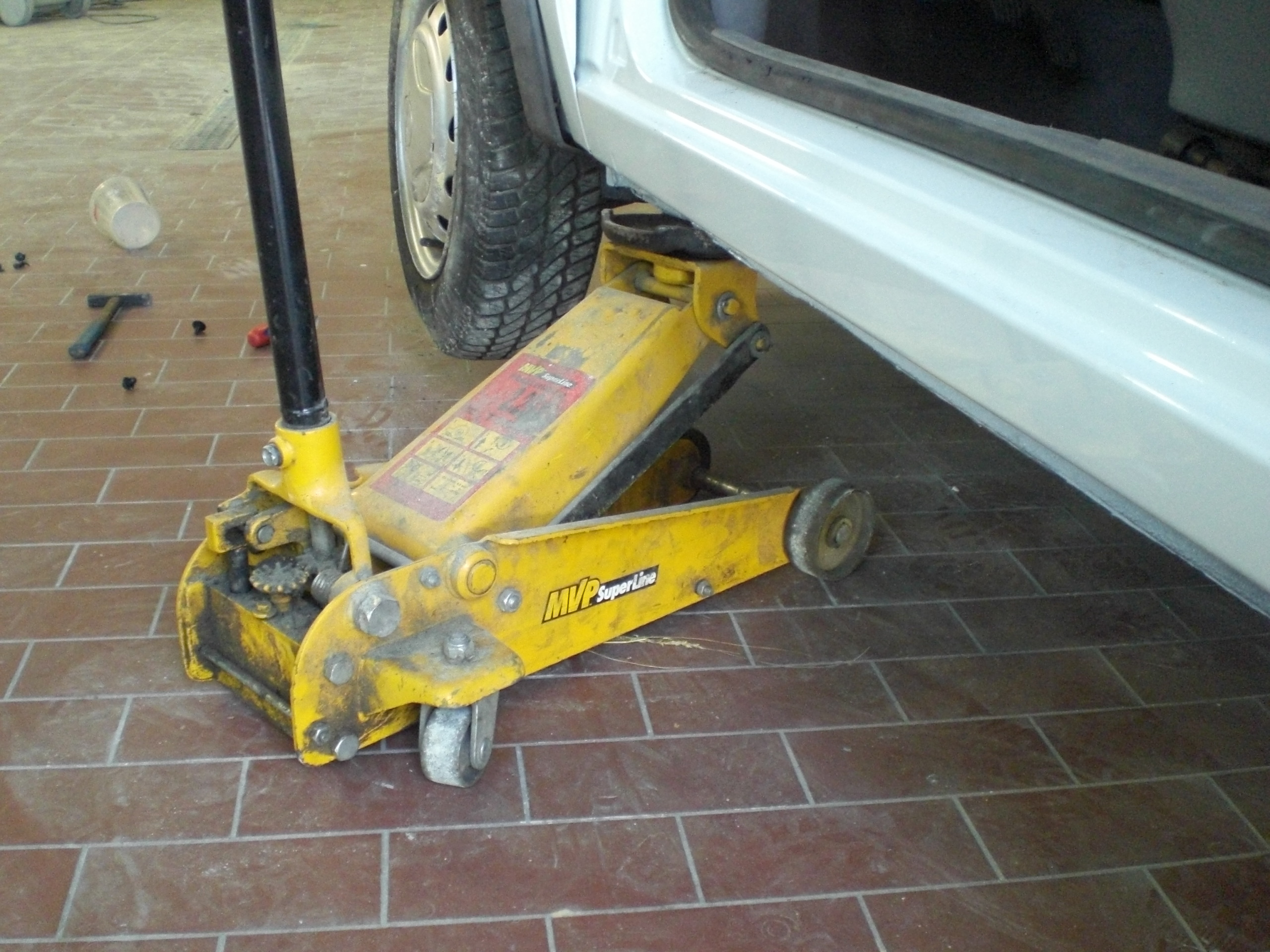
Gato de carretilla

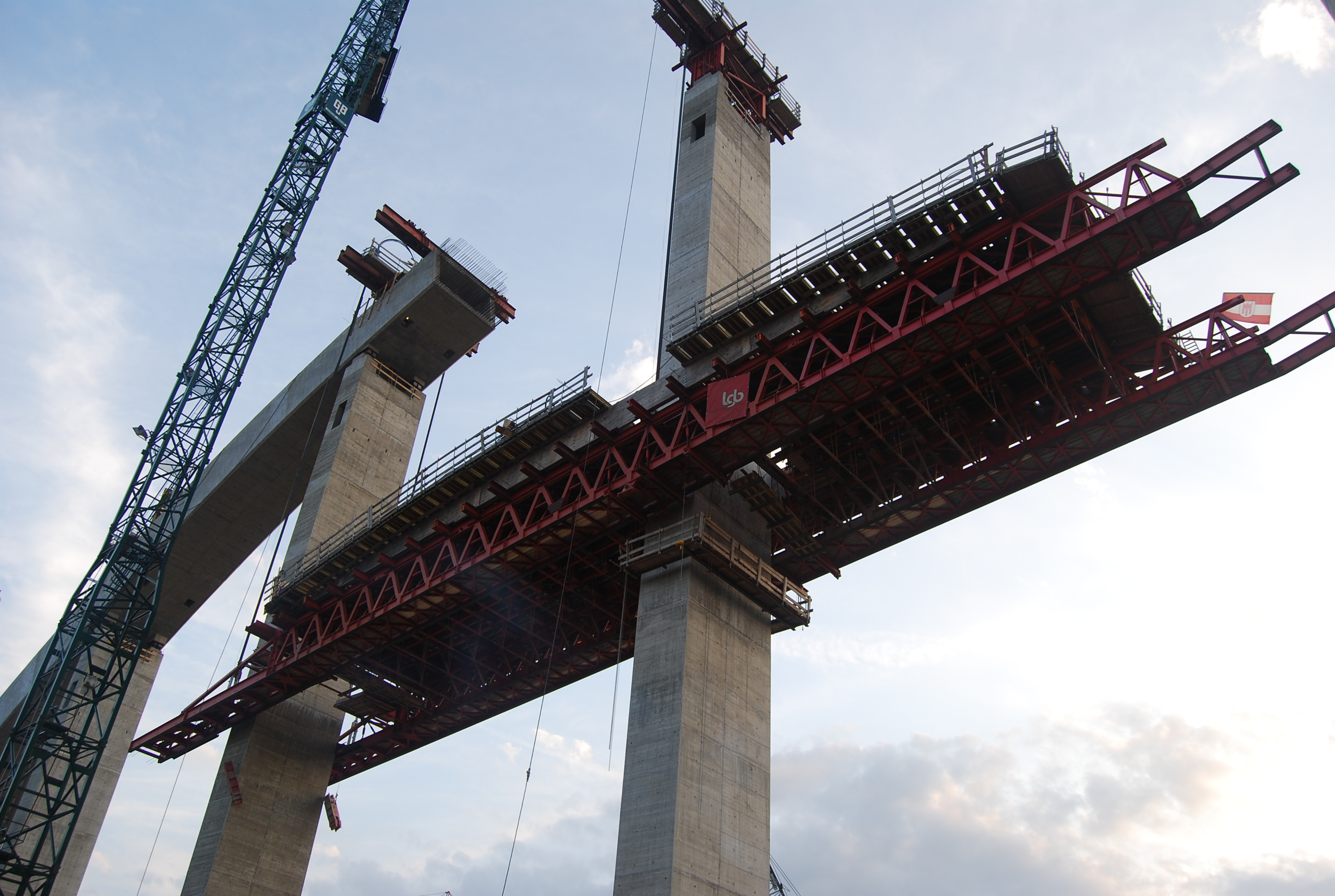
Izado del encofrado de un puente mediante un sistema de gatos hidráulicos

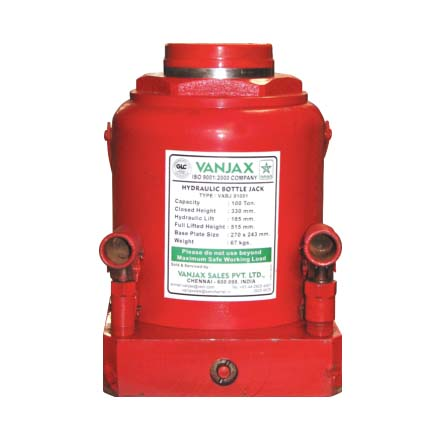
Gato hidráulico de 100 toneladas de capacidad diseñado para apear vigas

Además de su uso más conocido y extendido en la automoción, los gatos tienen diversas aplicaciones en la construcción y en la industria, tanto para la elevación o empuje de cargas pesadas, como para el tesado de piezas metálicas.  
- Automoción

- Sustitución de rueda de repuesto

Los gatos de tijera de coche utilizan su capacidad de multiplicación mecánica para permitir que una persona pueda levantar un vehículo (específicamente para sustituir una rueda pinchada) utilizando solo su fuerza manual. El gato que se muestra a la derecha se fabrica para un vehículo actual, por lo que la muesca de elevación encaja en un punto duro de la carrocería (monocasco) diseñado al efecto. Los modelos antiguos solían tener una plataforma para levantar el bastidor o el eje del vehículo.
Los gatos de tijera para coche operados eléctricamente, funcionan la alimentación de 12 voltios suministrada directamente desde la toma de mechero del coche, evitando el esfuerzo necesario por parte del automovilista para su funcionamiento cuando se accionan manualmente.
- Talleres de mantenimiento

Para alzar vehículos con rapidez y facilidad, tanto en los talleres de cambio de ruedas como en las pruebas de automovilismo es muy utilizado el gato de suelo (también conocido como gato de carretilla), en el que accionando una palanca de considerable longitud se transmite mediante un émbolo hidráulico un movimiento vertical a una almohadilla de elevación, que se mantiene horizontal gracias a una unión articulada. Los gatos de suelo por lo general incluyen rodamientos para facilitar su desplazamiento. Este mecanismo adopta un perfil bajo cuando no está accionado para facilitar las maniobras por debajo del vehículo, al tiempo que permite una extensión considerable.
- Construcción

Tanto en algunas obras de edificación como en la construcción de puentes (durante su ejecución y después para el mantenimiento de apoyos elásticos), es habitual el uso de gatos hidráulicos de elevación o desplazamiento, que en estos casos suelen controlarse electrónicamente. Así mismo, se utilizan para el tesado de elementos metálicos.
- Edificación

Los gatos usados en edificación son dispositivos mecánicos normalmente sencillos, utilizados para facilitar la colocación precisa de determinados elementos auxiliares (como encofrados o cimbras).
Habitualmente se utilizan varios de estos gatos (situados en distintos puntos de apoyo) de forma simultánea, accionándolos gradualmente para facilitar la perfecta nivelación de las piezas que se están colocando.
- Puentes de vigas

Gatos hidráulicos de gran capacidad son utilizados para elevar de forma controlada grandes elementos estructurales, como vigas prefabricadas o tableros de puentes en las operaciones de reparación o mantenimiento, como la sustitución de los apoyos de neopreno.
- Estructuras hincadas

En este caso, se emplean unos gatos hidráulicos especiales, dotados de unos empujadores extensibles de gran longitud, que permiten desplazar lentamente una estructura de hormigón armado para emplazarla por debajo de una vía de comunicación (normalmente ferrocarril) sin necesidad de interrumpir el tráfico.
- Puentes atirantados y pretensados

En hormigón pretensado se utilizan gatos hidráulicos especiales, capaces de suministrar a los cables de pretensado las tensiones de diseño establecidas para la estructura, de forma análoga a lo que sucede con los puentes atirantados.
- Puentes empujados

En este sistema de construcción, el tablero de un viaducto se va construyendo en uno de sus estribos mediante tramos sucesivos. Cada vez que se completa un tramo, se empuja el tablero (cada vez más largo) hacia el siguiente vano. El empuje se realiza mediante un sistema de gatos hidráulicos, cuyos émbolos se alargan y se vuelven a recoger al final de cada ciclo.
- Industria

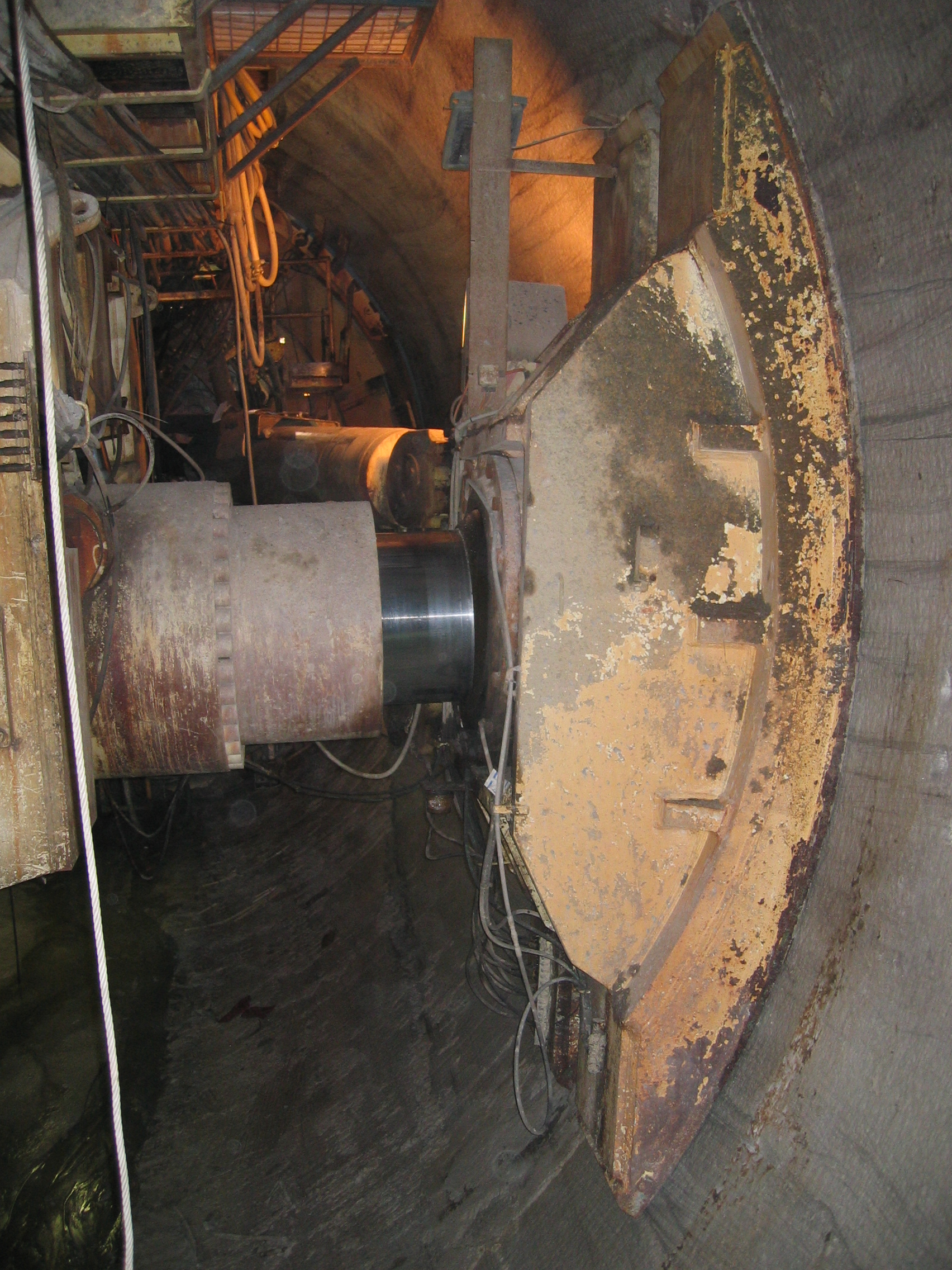
Sistema de gatos hidráulicos de una tuneladora

- Numerosas máquinas utilizan gatos para asentarse, como las grúas automóviles de gran tonelaje; o las máquinas tuneladoras, que los emplean para posicionarse y para impulsarse contra el terreno.

- Montaje de vías de ferrocarril

Para el proceso de liberación de tensiones asociado a la soldadura aluminotérmica de los carriles continuos de la vía del ferrocarril, se utilizan unos gatos de tracción especiales, que permiten aplicar la tensión necesaria para compensar el efecto de la dilatación térmica del carril una vez soldado.